# 蚂蚁嘴墓地
蚂蚁嘴墓地，位于中国青海省湟源县申中乡卡路咀村，为第四批青海省文物保护单位，公布日期为1986年5月27日，类型为古墓葬。
蚂蚁嘴墓地的历史年代为卡约文化。